# Vulcan (Brașov)
Vulcan (veraltet Vâlcândorf; deutsch Wolkendorf, siebenbürgisch-sächsisch Wölkendref, ungarisch Szászvolkány oder Volkány) ist eine Gemeinde im Kreis Brașov in der Region Siebenbürgen in Rumänien.

## Geographische Lage

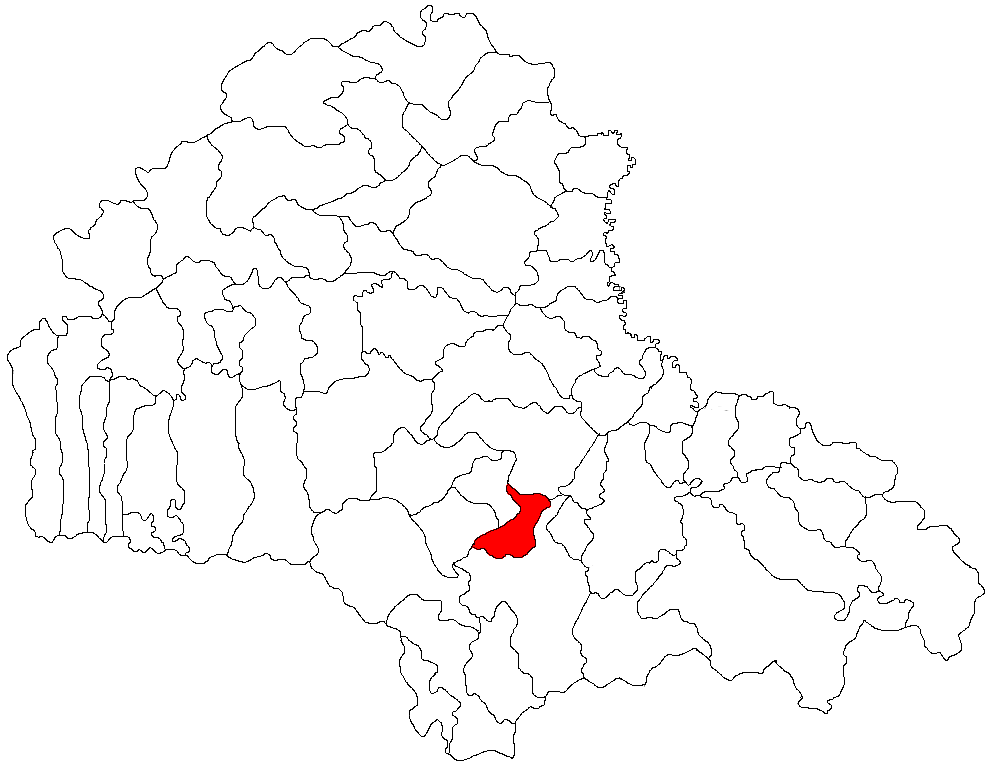
Lage der Gemeinde Vulcan im Kreis Brașov

Die Gemeinde Vulcan liegt im Karpatenbogen nordöstlich vom Piatra-Craiului-Gebirge (Königstein) und südlich des Măgura Codlei (Zeidner Berg). Im historischen Burzenland am Bach Vulcănița und der Kreisstraße (drum județean) DJ 112A – einer Nebenstraße zwischen Codlea (Zeiden) und Cristian (Neustadt) – liegt der Ort Vulcan 15 Kilometer westlich von der Kreishauptstadt Brașov (Kronstadt) entfernt. Der Ort liegt nahe der Trasse der geplanten Transsylvanien-Autobahn A3, die über die Karpaten nach Bukarest führen soll. Die Fertigstellung des Bauabschnittes Comarnic bis Brașov war für 2016 geplant, eine Realisierbarkeit jedoch bis 2020 vorgesehen.
Das eingemeindete Dorf Colonia 1 Mai befindet sich sechs Kilometer vom Gemeindezentrum entfernt.
Ein Teil des Baches Vulcănița („Neugraben“) der hier durch den Ort fließt, ist ein Kanal der von der Bârsa (Burzen) abgezweigt wurde.

## Geschichte

### Erste Besiedlung und Ortsgründung
Überreste eines römischen Castrums zwischen Vulcan und Râșnov (Rosenau) deuten darauf hin, dass die Gegend schon zu antiker Zeit besiedelt war. Anfang des 13. Jahrhunderts rief König Andreas II. von Ungarn den Deutschen Orden ins Burzenland (mehr dazu hier).

### Mittelalter und frühe Neuzeit
Die Ordensritter mussten Siebenbürgen bald wieder verlassen, doch die deutsche Landbevölkerung blieb als ein Teil der Siebenbürger Sachsen in der Region um Kronstadt. Wolkendorf wurde 1377 erstmals urkundlich erwähnt. Durch den Einfall der Truppen von Gabriel Báthory im Jahr 1611 wurde das Dorf verwüstet. Die Kirche, ursprünglich im 13. Jahrhundert gebaut, wurde 1665 wiedererrichtet.

### Jüngere Geschichte und Gegenwart
Gegen Ende des 19. Jahrhunderts waren etwa sechzig Prozent der Bevölkerung Siebenbürger Sachsen. Durch Aussiedlung nach Amerika (um 1900) und nach Deutschland (seit dem Zweiten Weltkrieg, insbesondere im Jahr 1990) ist ihr Anteil bis heute massiv gesunken.
Bis 2004 gehörte die heutige Gemeinde Holbav (Holbach) administrativ zu Vulcan.

## Bevölkerung
Die Bevölkerung der heutigen Gemeinde Vulcan entwickelte sich wie folgt:
| 1850 | 1.291 | 464   | 4   | 814   | 19  |
| 1941 | 2.781 | 1.271 | 70  | 1.311 | 129 |
| 1977 | 4.455 | 3.050 | 133 | 987   | 285 |
| 2002 | 4.264 | 4.120 | 34  | 102   | 9   |
| 2011 | 4.567 | 4.122 | 26  | 69    | 350 |
| 2021 | 4.823 | 3.859 | 19  | 37    | 908 |

Seit 1850 wurde auf dem Gebiet der heutigen Gemeinde die höchste Einwohnerzahl und die der Rumänen 2011 registriert. Die höchste Anzahl der Rumäniendeutschen wurde 1941, die der Magyaren (231) 1930 und die der Roma (391) 2021 ermittelt.
Im Jahre 2009 wurden noch 121 Mitglieder der evangelischen Gemeinde gezählt.

## Sehenswürdigkeiten
- Die Kirchenburg im 13. Jahrhundert errichtet, deren Türme im 15. Jahrhundert abgetragen wurden, der Glockenturm 1793/94 aufgebaut, steht unter Denkmalschutz.[10]
- Die ehemalige deutsche Schule, im 19. Jahrhundert errichtet, steht unter Denkmalschutz.[10]

## Persönlichkeiten
- Michael Goldschmidt (17. Jahrhundert), Stadtrichter von Kronstadt[11]
- Martin Thiess (1881–1940), Komponist[12]